# آبشستگی
آبشستگی (به انگلیسی: Hydrodynamic scour) پدیده ای است که در اثر عبور جریان سیال به خصوص آب در مرزهای تماس با دیگر اجسام در سازه‌های هیدرولیکی بوقوع می‌پیوندد. مبنای ایجاد این پدیده ایجاد خلاء در مرزهای تماس دو محیط، به دلیل تغییر سرعت سیال است. مستحضر هستید سیال در مرزهای تماس با دیگر محیطها متأثر از زبری و شکل محیطی است که با آن تماس دارد. در سازه‌های هیدرولیکی این پدیده بسیار می‌تواند به پایداری و دوام سازه هیدرولیکی آسیب برساند چرا که، سیال آب می‌تواند خاک کف و اطراف پایه‌های سازه‌های هیدرولیکی را بشوید یا دیوارها و سواحل رودخانه‌ها و دریاها را بشورد و با خود در جهت جریان خود حمل کند. محققان بسیاری سالها بسیار تأثیرات این پدیده را بر انواع سازه‌های هیدرولیکی (مانند سریز سدها، کناره و سواحل رودخانه‌ها، کناره پایه‌های پل و کوله‌های پل و دیگر سازه‌های هیدرولیکی) و در شرایط مختلف مورد بررسی و تحقیق قرار داده‌اند.
یکی از معروف‌ترین تأثیرات آبشستگی مربوط به سد آوریل Oroville در ایالت کالیفرنیاست که در تاریخ ۲۵ بهمن ۱۳۹۵ (۱۲ فوریه ۲۰۱۷) به دلیل افزایش حجم آب داخل مخزن سد و خروج دبی بالای آب از سرریزها ایجاد آبشستگی در پایین دست کرده و باعث انتقال ۱۳۰ هزار نفر از مردم شهرهای پایین دست این سد شد.